# Jean-Pierre Nsame
Jean-Pierre Nsame (* 1. Mai 1993 in Douala) ist ein kamerunisch-französischer Fußballspieler, der seit 2024 als Mittelstürmer beim italienischen Erstligisten Como 1907 unter Vertrag steht und derzeit an den FC St. Gallen ausgeliehen ist.

## Karriere

### Verein
Nsame stand beim SCO Angers, der USJA Carquefou, dem SC Amiens und dem Servette FC unter Vertrag. In der Saison 2016/17 bei Servette war Nsame Torschützenkönig und Topscorer (23 Tore und 5 Vorlagen in 31 Spielen) in der Challenge League.
Im Januar 2022 wurde Nsame an den FC Venedig ausgeliehen. Nach dem Abstieg von Venezia FC kehrte er nach nur einem halben Jahr zum BCS Young Boys zurück.
Nach seiner Rückkehr nach Bern erzielte er in der Hinrunde der Saison 2023/24 in 18 Spielen noch 9 Tore. Dennoch verließ er den Verein in der Winterpause und wechselte im Januar 2024 fest zum damaligen italienischen Zweitligisten Como 1907. Im Sommer 2024 verlieh Como Nsame an Legia Warschau. Im Januar 2025 setzte er die Leihe beim FC St. Gallen fort.
In den Saisons 2019/20, 2020/21 und 2022/23 wurde Nsame jeweils Torschützenkönig der Super League, wobei er 32 bzw. 19 und 21 Tore erzielte. Mit insgesamt 140 Treffern in 242 Einsätzen ist er hinter Eugen Meier und Ernst Wechselberger der Spieler mit den drittmeisten Toren für die Young Boys.

### Nationalmannschaft
Im September 2017 debütierte Nsame für die kamerunische A-Nationalmannschaft im WM-Qualifikationsspiel gegen Nigeria. Sein zweites Länderspiel bestritt er jedoch erst im Juni 2019 in einem Freundschaftsspiel gegen Sambia und wurde danach zunächst längere Zeit nicht mehr berücksichtigt. Im Herbst 2022 wurde er wieder in die Nationalmannschaft berufen und stand anschließend auch im Kader für die Weltmeisterschaft 2022, kam beim Turnier jedoch zu keinem Einsatz.

## Titel und Erfolge
BSC Young Boys
- Schweizer Meister: 2018, 2019, 2020, 2021, 2023
- Schweizer Cupsieger: 2020, 2023

Persönlich
- Torschützenkönig der Super League: 2020, 2021, 2023
- Torschützenkönig der Challenge League: 2017

## Persönliches
Im Alter von sechs Jahren kam Nsame nach Frankreich. Sein Nachname wird in seiner Muttersprache Duala ohne Aigu geschrieben und steht so in seinem Pass. In Frankreich und in der Schweiz wird jedoch oft fälschlicherweise die Schreibweise „Nsamé“ verwendet.